# أليخاندرو دومينغيز ويلسون سميث
اليخاندرو دومينغيز ويلسون سميث (بالإسبانية: Alejandro Domínguez) (25 يناير 1972) يشغل منصب رئيس اتحاد أمريكا الجنوبية لكرة القدم منذ يناير 2016.